# Liste der Biografien/Ten
Liste der Biografien |
Portal Biografien |
Personensuche
# |
A |
B |
C |
D |
E |
F |
G |
H |
I |
J |
K |
L |
M |
N |
O |
P |
Q |
R |
S |
T |
U |
V |
W |
X |
Y |
Z |
?
 
Ta |
Tc |
Te |
Tf |
Tg |
Th |
Ti |
Tj |
Tk |
Tl |
Tm |
To |
Tq |
Tr |
Ts |
Tu |
Tv |
Tw |
Tx |
Ty |
Tz
 
Tea |
Teb |
Tec |
Ted |
Tee |
Tef |
Teg |
Teh |
Tei |
Tej |
Tek |
Tel |
Tem |
Ten |
Teo |
Tep |
Teq |
Ter |
Tes |
Tet |
Teu |
Tev |
Tew |
Tex |
Tey |
Tez
Die Liste der Biografien führt alle Personen auf, die in der deutschsprachigen Wikipedia einen Artikel haben. Dieses ist eine Teilliste mit 331 Einträgen von Personen, deren Namen mit den Buchstaben „Ten“ beginnt.

## Ten
- Ten Argilés, Ricardo (* 1975), spanischer Paracycler und Paraschwimmer
- Ten Bears († 1872), Häuptling der Yamparika-Comanchen
- ten Brink, Tobias (* 1976), deutscher Politikwissenschaftler und Soziologe
- Ten Broeck, Abraham (1734–1810), US-amerikanischer Geschäftsmann, Offizier in der Miliz und Politiker
- ten Doornkaat Koolman, Gerhard (1916–1992), deutscher Kaufmann, Unternehmer und Mehrheitsaktionär der Doornkaat AG
- ten Doornkaat Koolman, Jan (1815–1889), deutscher Unternehmer, Pomologe und Politiker (NLP), MdR
- Ten Eyck, Egbert (1779–1844), US-amerikanischer Jurist und Politiker
- Ten Eyck, John C. (1814–1879), US-amerikanischer Politiker (Republikanische Partei)
- Ten Eyck, Peter G. (1873–1944), US-amerikanischer Politiker
- Ten Eyck, Philip (1802–1893), US-amerikanischer Physiker
- Ten Haeff, Ingeborg (1915–2011), deutsche Malerin und Zeichnerin
- Ten Hoff, Yvonne (* 1950), deutsche Schauspielerin
- Ten Hompel, Adolf (1874–1943), deutscher Rechtsanwalt und völkischer Schriftsteller
- Ten Hompel, Ludwig (1887–1932), deutscher Grafiker und Maler
- ten Hompel, Michael (* 1958), deutscher Ingenieur und HochschullehrerMichael ten Hompel (* 1958)

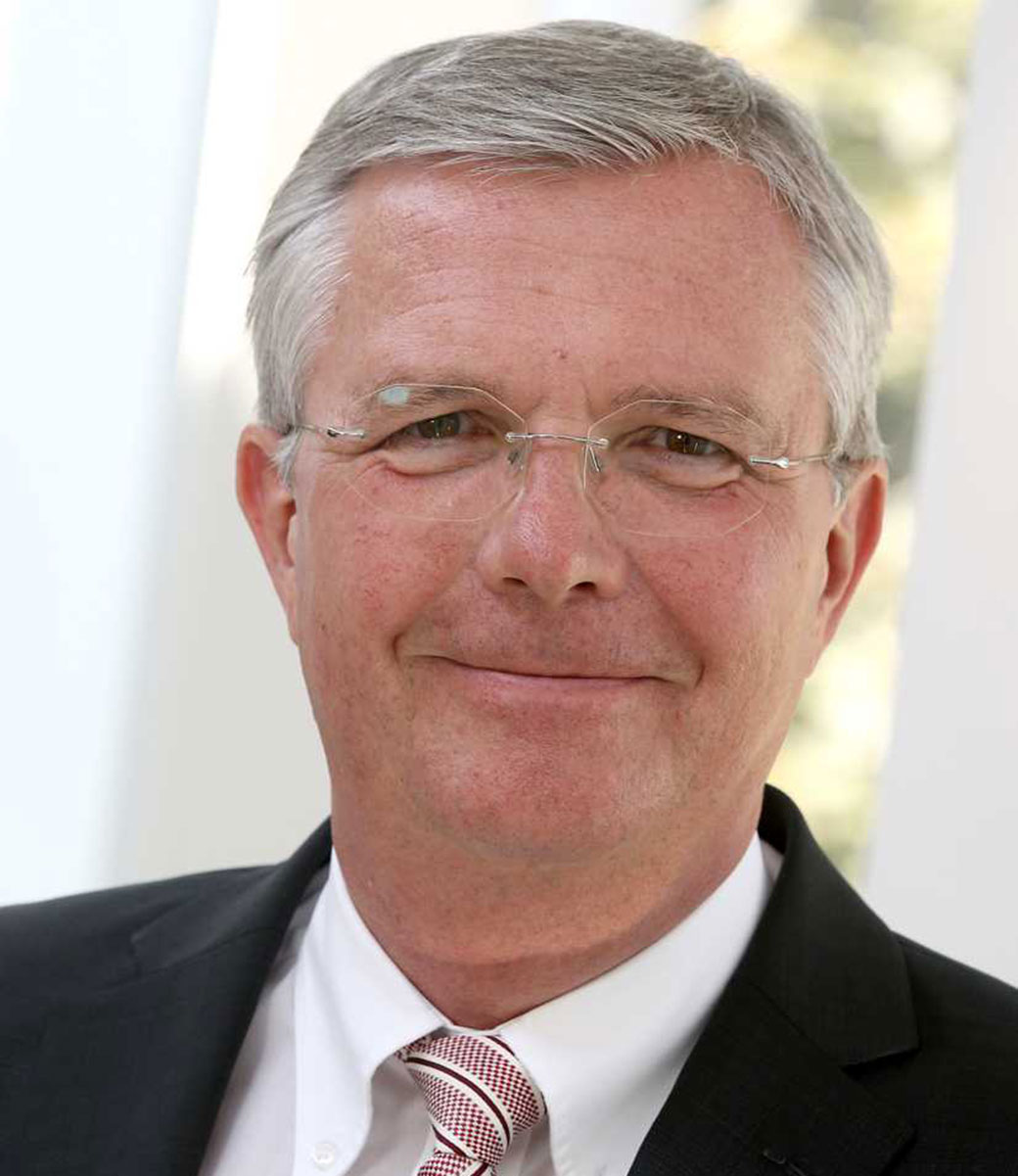
Michael ten Hompel (* 1958)

- Ten Hompel, Rudolf (1878–1948), deutscher Industrieller und Politiker (Zentrum), MdR
- ten Raa, Gwyneth (* 2005), luxemburgische Skirennläuferin
- ten Raa, Joyce (* 2003), luxemburgische Skirennläuferin
- Ten Tije, Ben (* 1947), niederländischer Radrennfahrer
- Ten Walls (* 1983), litauischer Musiker
- Ten, Borys (1897–1983), ukrainischer Übersetzer und Dichter
- Ten, Denis (1993–2018), kasachischer Eiskunstläufer
- Ten, Thommy (* 1987), österreichischer Zauberkünstler

### Tena
- Tena Garriga, Pere (1928–2014), spanischer Geistlicher, römisch-katholischer Bischof
- Tena López, Manuel (* 1976), spanischer Fußballspieler
- Tena, Alfredo (* 1956), mexikanischer Fußballspieler und -trainer
- Teña, José (* 1951), spanischer Radrennfahrer
- Tena, Lisandra (* 1987), US-amerikanische Schauspielerin
- Tena, Luis Fernando (* 1958), mexikanischer Fußballspieler und -trainer
- Tena, Natalia (* 1984), britische Schauspielerin und Musikerin spanischer HerkunftNatalia Tena (* 1984)

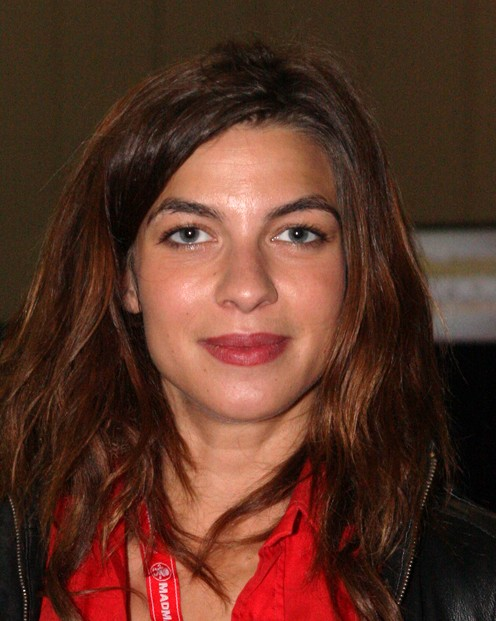
Natalia Tena (* 1984)

- Tenace, Michelina (* 1954), italienische Theologin
- Tenadse, Giorgi (* 1962), sowjetischer Judoka
- Tenaglia, Antonio Francesco († 1672), italienischer Komponist
- Tenaglia, Danny (* 1961), US-amerikanischer DJ und Musikproduzent
- Tenaglia, Raffaele Guglielmo (1884–1975), italienischer Dirigent und Komponist
- Tenai, Derrick (* 1968), salomonischer Bogenschütze
- Tenamaztle, Francisco, indigener Krieger
- Tenant, Romain (* 1981), französisch-schwedischer Squashspieler
- Tenas, Arnau (* 2001), spanischer FußballspielerArnau Tenas (* 2001)

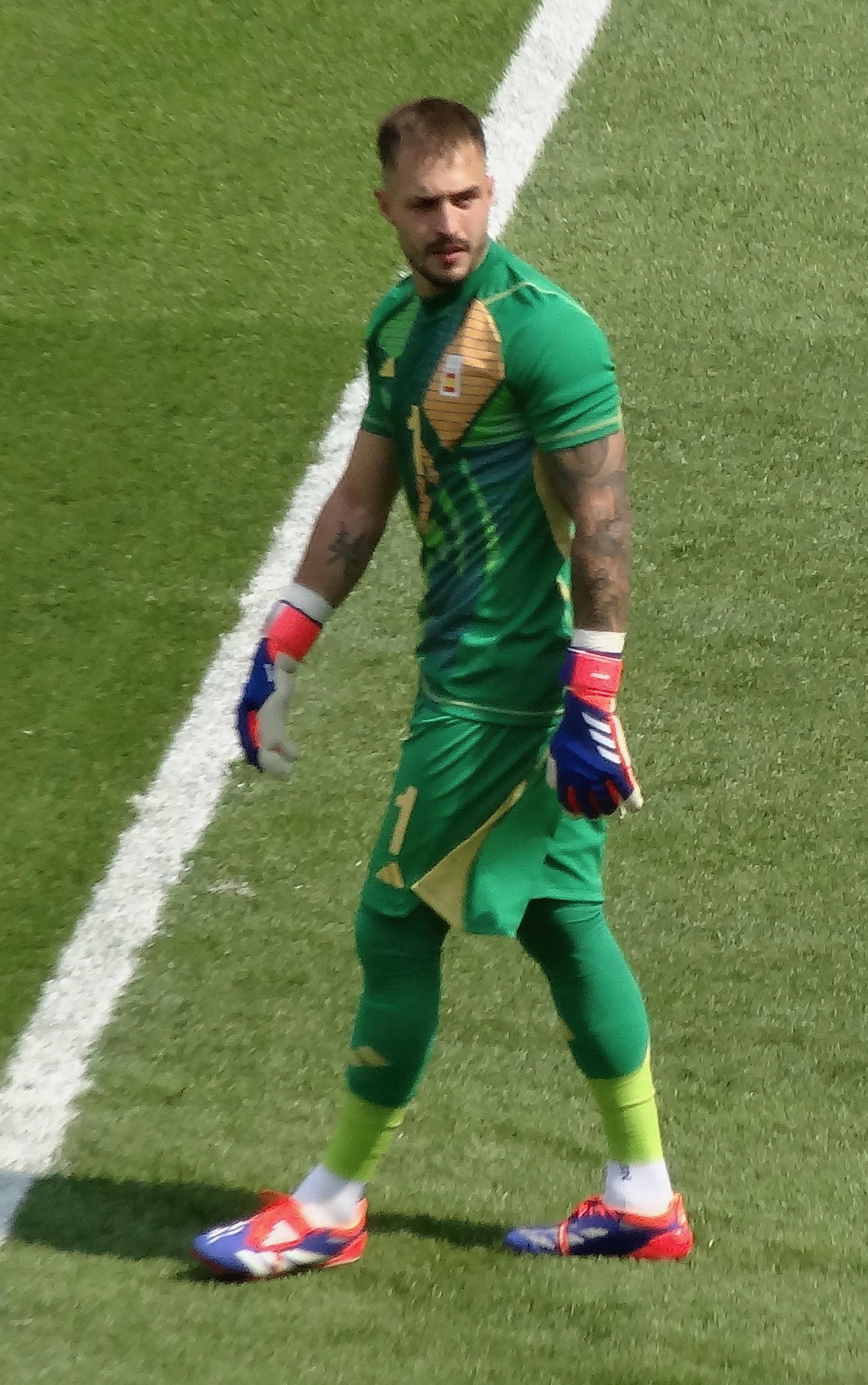
Arnau Tenas (* 2001)

- Tenatius Primo, antiker römischer Toreut
- Tenayuca, Emma (1916–1999), US-amerikanische Person der Arbeiterbewegung

### Tenb
- Tenberken, Sabriye (* 1970), deutsche Sozialarbeiterin, Gründerin der Organisation Braille Ohne Grenzen und Autorin
- Tenbreul, L. Tenryu (* 1956), japanischer Zenmeister
- Tenbrink, Hubert (* 1950), deutscher Fußballspieler
- Tenbrock, Robert-Hermann (1908–1995), deutscher Historiker und Gymnasiallehrer
- Tenbruck, Friedrich (1919–1994), deutscher Soziologe
- Tenbruck, Werner (* 1941), deutscher Fußballspieler

### Tenc
- Tencalla, Antonius († 1628), schweizerisch-österreichischer Hofsteinmetz und Bildhauer der Renaissance
- Tencalla, Carpoforo (1623–1685), italienischer Maler
- Tencalla, Constantino († 1646), polnischer Architekt
- Tencalla, Giovanni Giacomo († 1653), Schweizer Architekt
- Tencalla, Giovanni Pietro (1629–1702), italienisch-schweizerischer Architekt
- Tencer, David (* 1963), slowakischer Ordensgeistlicher, Bischof von Reykjavík
- Tencer, Ester (1909–1990), österreichische Widerstandskämpferin gegen den Nationalsozialismus und Überlebende des Holocaust
- Tencer, Golda (* 1949), polnische Schauspielerin und Sängerin
- Tench, Benmont (* 1953), US-amerikanischer Keyboarder und SongschreiberBenmont Tench (* 1953)

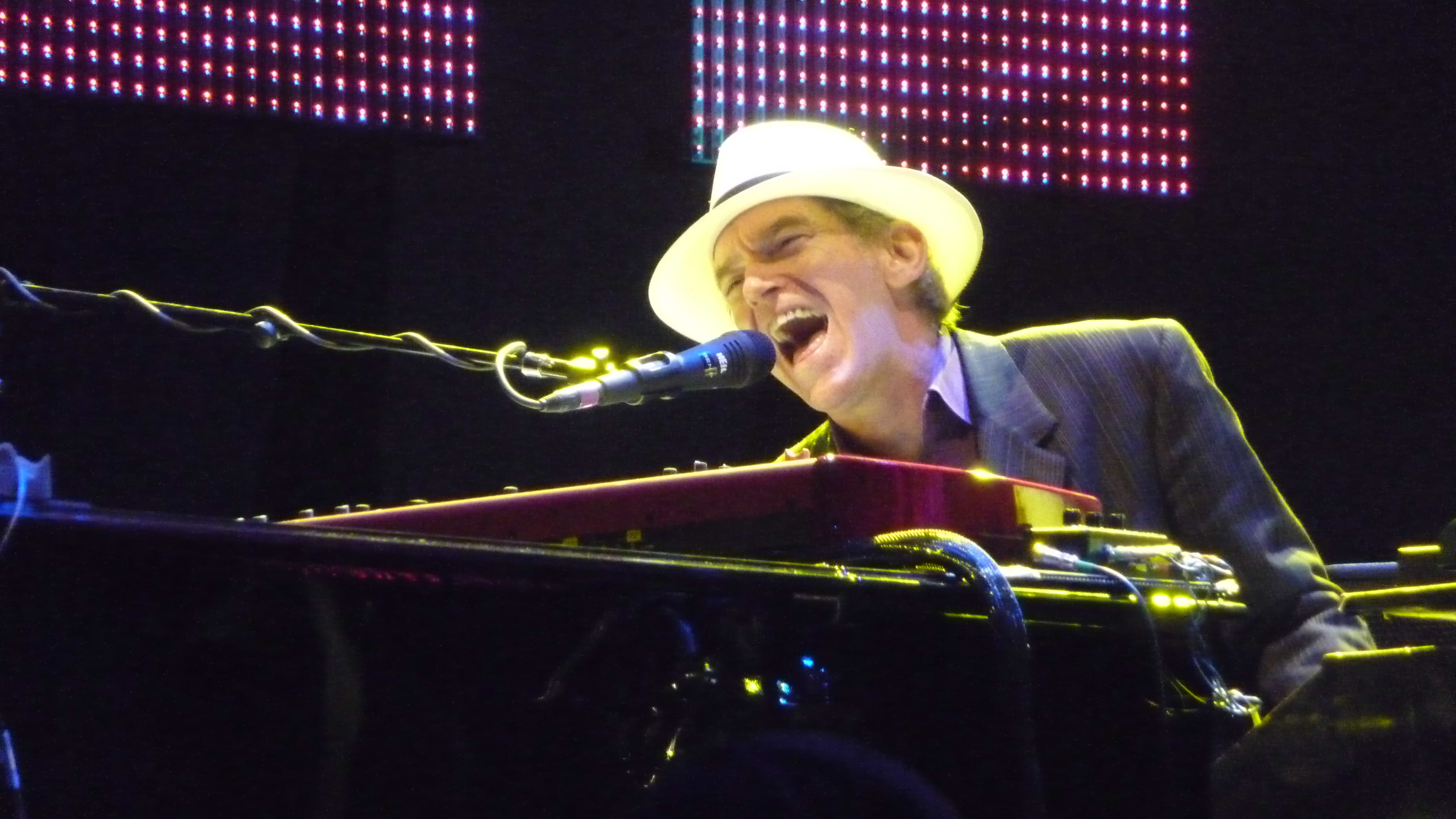
Benmont Tench (* 1953)

- Tench, Colin (1954–2017), britischer Gitarrist
- Tench, Thomas († 1708), Gouverneur der Province of Maryland
- Tench, Watkin (1758–1833), britischer Offizier und Autor
- Tenchio, Ettore (1915–2015), Schweizer Jurist und Politiker
- Tencin, Pierre Guérin de (1680–1758), französischer Kardinal
- Tencio, Kenneth (* 1993), costa-ricanischer BMX-Freestyle-Fahrer
- Tenckhoff, Henry (1930–2017), deutsch-amerikanischer Nephrologe
- Tenckhoff, Jörg (1940–2015), deutscher Rechtswissenschaftler
- Tenco, Luigi (1938–1967), italienischer Sänger
- Tenconi, Tomas (* 1980), italienischer Tennisspieler

### Tend
- Tendean, Rosiana (* 1964), indonesische Badmintonspielerin
- Tendeloo, Henricus Jacobus Charles (1896–1984), niederländischer Chemiker
- Tendeloo, Nicolaas Philip (1864–1945), niederländischer Mediziner und Pathologe
- Tenden, Borghild (* 1951), norwegische Politikerin
- Tender, Ty (* 1943), österreichischer Sänger, Entertainer und Interpret des Rock'n'Roll
- Tendero, Jesús (* 1981), spanischer Straßenradrennfahrer
- Tendillo, Miguel (* 1961), spanischer Fußballspieler
- Tendlau, Abraham (1802–1878), deutscher Volkskundler
- Tendler, Christof, deutscher Maurermeister und Baumeister
- Tendler, Johann Max (1811–1870), österreichischer Maler
- Tendler, Leo (1881–1975), deutscher Politiker (Zentrum, CDU)
- Tendler, Lew (1898–1970), US-amerikanischer Boxer im Leichtgewicht
- Tendler, Matthias (1753–1825), österreichischer Holzschnitzer, Mechaniker, Erfinder und Schausteller
- Tendoglou, Miltiadis (* 1998), griechischer LeichtathletMiltiadis Tendoglou (* 1998)

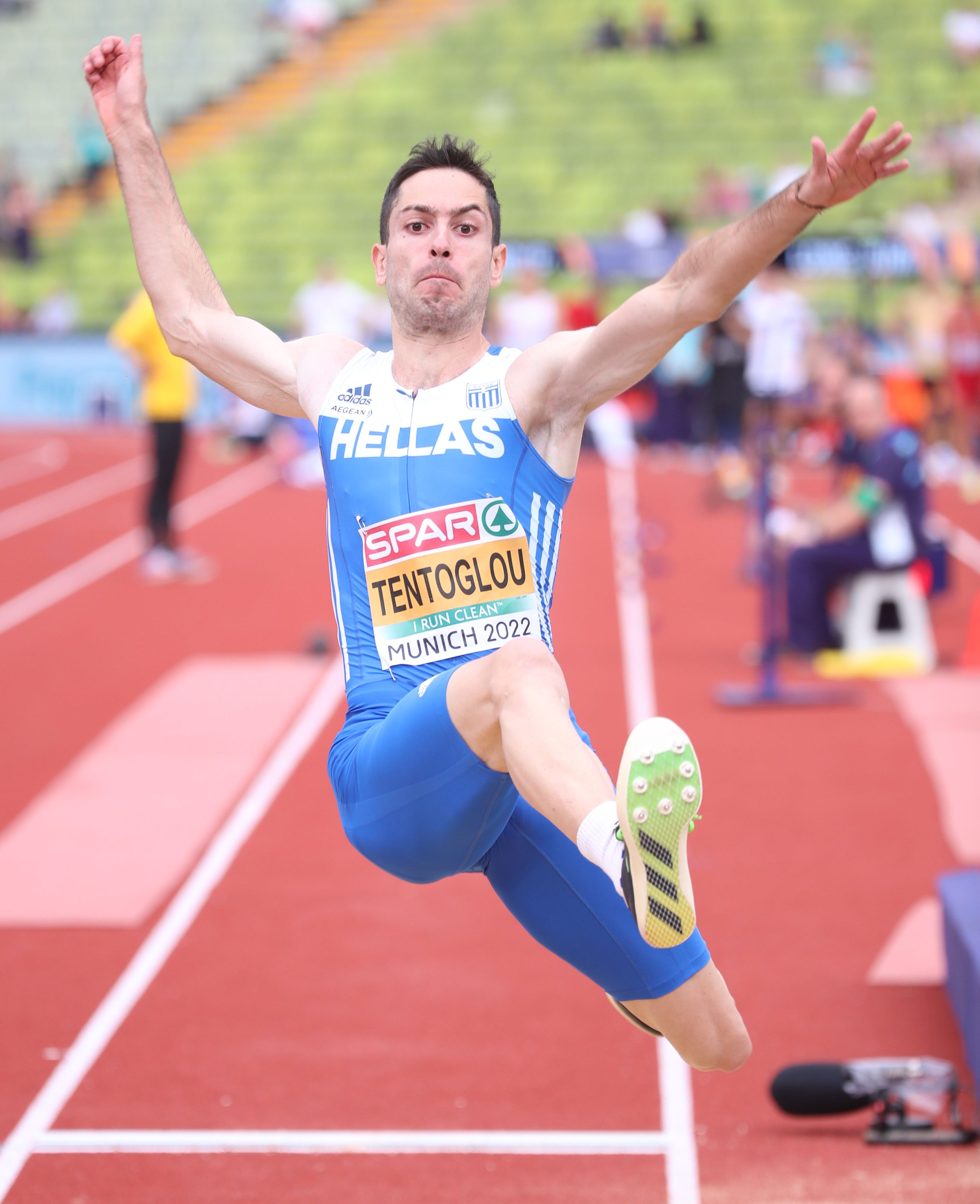
Miltiadis Tendoglou (* 1998)

- Tendrjakow, Wladimir Fjodorowitsch (1923–1984), russischer Schriftsteller
- Tendulkar, Sachin (* 1973), indischer Cricketspieler und Mannschaftskapitän der indischen Nationalmannschaft
- Tendulkar, Vijay (1928–2008), indischer Bühnen- und Drehbuchautor
- Tendzin Chödrag (1922–2001), tibetischer Leibarzt des 14. Dalai Lama
- Tendzin Gyatsho (1901–1973), 10. Demo Hutuktu
- Tendzin Pema Gyeltshen (1770–1826), buddhistischer Geistlicher der Drigung-Schule, 4. Chetsang Rinpoche, Verfasser einer Geschichte der Drigungpa
- Tendzin Thrinle (* 1950), 5. Tshemönling Hutuktu

### Tene
- Tene, Florin (* 1968), rumänischer Fußballspieler und -trainer
- Tenedero, Carlo (* 1985), philippinischer Eishockeyspieler
- Tenekebüken, Zeki Cem (* 1998), türkischer Stabhochspringer
- Tenelsen, Florina (* 2001), deutsche Schauspielerin
- Tenenbaum, Edward A. (1921–1975), US-amerikanischer Offizier und Ökonom
- Tenenbaum, Estera (1904–1963), polnische Biologin
- Tenenbaum, Gérald (* 1952), französischer Mathematiker und Schriftsteller
- Tenenbaum, Joel (* 1983), US-amerikanischer Student, Beklagter in einem viel beachteten amerikanischen Gerichtsverfahren wegen Filesharings
- Tenenbaum, Joseph (1887–1961), polnisch-US-amerikanischer jüdischer Verbandsfunktionär und Urologe
- Tenenbaum, Mordechai (* 1916), jüdischer Widerstandskämpfer während des Zweiten Weltkriegs
- Tenenbaum, Stephen, US-amerikanischer Filmproduzent
- Tenenbaum, Tobias (* 1973), deutscher Kinderarzt, Vorsitzender der Deutschen Gesellschaft für Pädiatrische Infektiologie
- Tenenbom, Steven (* 1965), US-amerikanischer Bratschist und Musikpädagoge
- Tenenbom, Tuvia (* 1957), israelisch-US-amerikanischer Autor, Regisseur und TheaterleiterTuvia Tenenbom (* 1957)

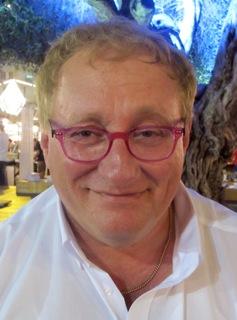
Tuvia Tenenbom (* 1957)

- Tenenti, Alberto (1924–2002), italienisch-französischer Historiker
- Tener, John (1863–1946), US-amerikanischer Politiker
- Tenerani, Pietro (1789–1869), italienischer Bildhauer
- Tenerowicz, Rudolph G. (1890–1963), US-amerikanischer Politiker
- Tenesaca, Delfín (* 1963), ecuadorianischer Politiker
- Tenesor Semidán († 1496), Herrscher der Kanarischen Insel Gran Canaria
- Tenesor, Aridany (* 1983), spanischer Fußballspieler
- Tenet, Edouard (1907–1978), französischer Boxer
- Tenet, George (* 1953), US-amerikanischer Geheimdienstler, Direktor der CIA
- Teneta, Alexei Iljitsch (1899–1972), russischer Bildhauer
- Tenev, Vladimir (* 1987), bulgarisch-US-amerikanischer UnternehmerVladimir Tenev (* 1987)

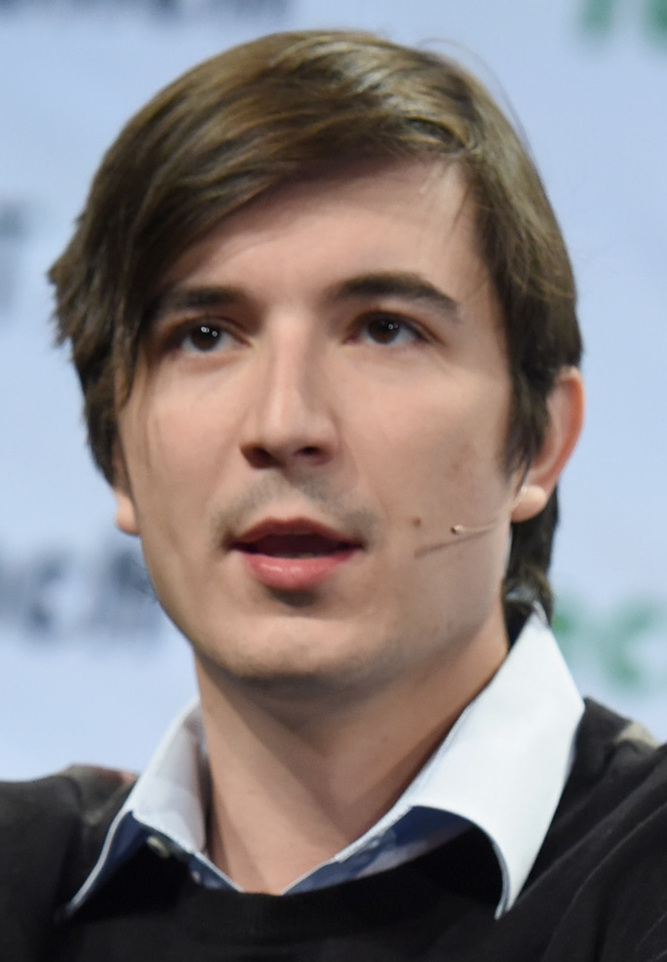
Vladimir Tenev (* 1987)

- Teney, Céline (* 1981), belgische Soziologin

### Tenf
- Tenfelde, Klaus (1944–2011), deutscher Sozialhistoriker
- Tenfelde, Walter (* 1944), deutscher Erziehungswissenschaftler
- Tenfjord, Amanda (* 1997), griechisch-norwegische Sängerin

### Teng
- Teng, Kaiserin der Wu-Dynastie
- Teng Haibin (* 1985), chinesischer Turner
- Teng von Lanzensieg, Johann Nepomuk (1823–1873), k. k. Offizier und Mitglied der Landstände des Herzogtums Nassau
- Teng Wei (* 1974), chinesische Fußballspielerin
- Teng Yi (* 1964), chinesischer Tischtennisspieler
- Teng, Biao (* 1973), chinesischer Dissident
- Teng, Josef von (1786–1837), Bürgermeister von München
- Teng, Lee C. (1926–2022), chinesisch-US-amerikanischer Physiker
- Teng, Shang-Hua (* 1964), US-amerikanischer Mathematiker, Informatiker und Hochschullehrer
- Teng, Teresa (1953–1995), taiwanische Sängerin
- Teng, Vienna (* 1978), US-amerikanische Pianistin, Sängerin und Liedermacherin
- Teng, Xiulan (* 1962), chinesische Volleyballspielerin
- Tengbom, Anders (1911–2009), schwedischer Architekt
- Tengbom, Ivar (1878–1968), schwedischer Architekt
- Tenge, Carl Friedrich (1824–1896), deutscher Gutsbesitzer und Industrieller
- Tenge, Ernst (1861–1943), deutscher Jurist und Präsident des oldenburgischen Oberlandesgerichtes
- Tenge, Eugen (1829–1903), deutscher Jurist und Geheimer Oberjustizrat
- Tenge, Friedrich Ludwig (1793–1865), deutscher Gutsbesitzer und Industrieller
- Tenge, Nina (* 1974), deutsche Rapperin und SchauspielerinNina Tenge (* 1974)

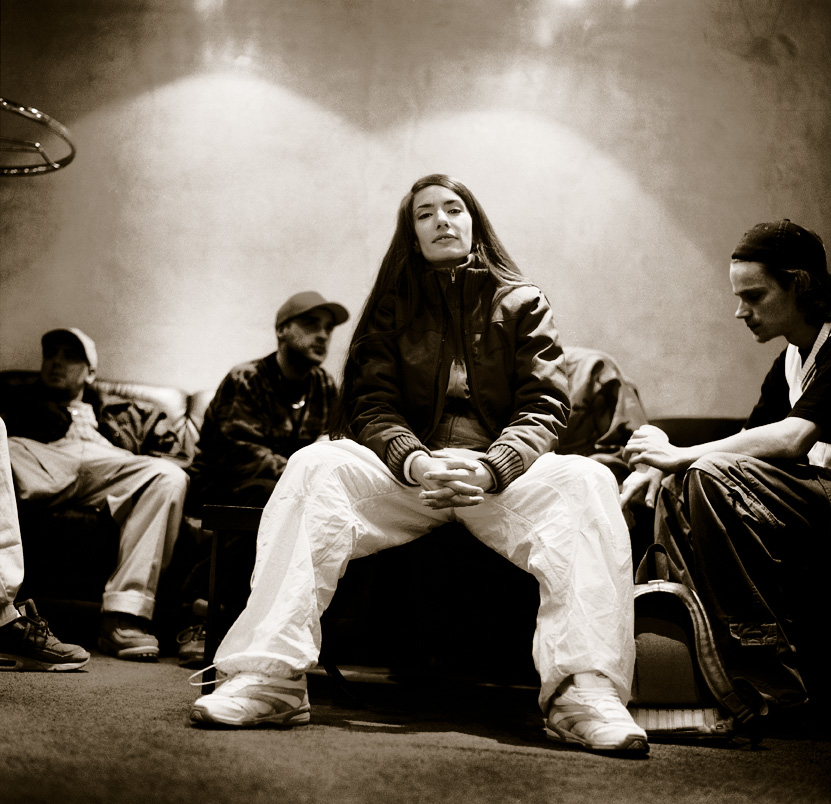
Nina Tenge (* 1974)

- Tenge, Oskar (1832–1913), deutscher Oberdeichgräfe und Oberbaurat
- Tenge-Rietberg, Woldemar (1856–1940), deutscher Verwaltungsjurist, Gutsbesitzer und Politiker
- Tengel, Chris Tina (* 1964), österreichische Musikredakteurin und Moderatorin beim Radiosender Ö1 des ORF
- Tengel, Katja (* 1981), deutsche Sprinterin
- Tengelmann, Ernst (1870–1954), deutscher UnternehmerErnst Tengelmann (1870–1954)

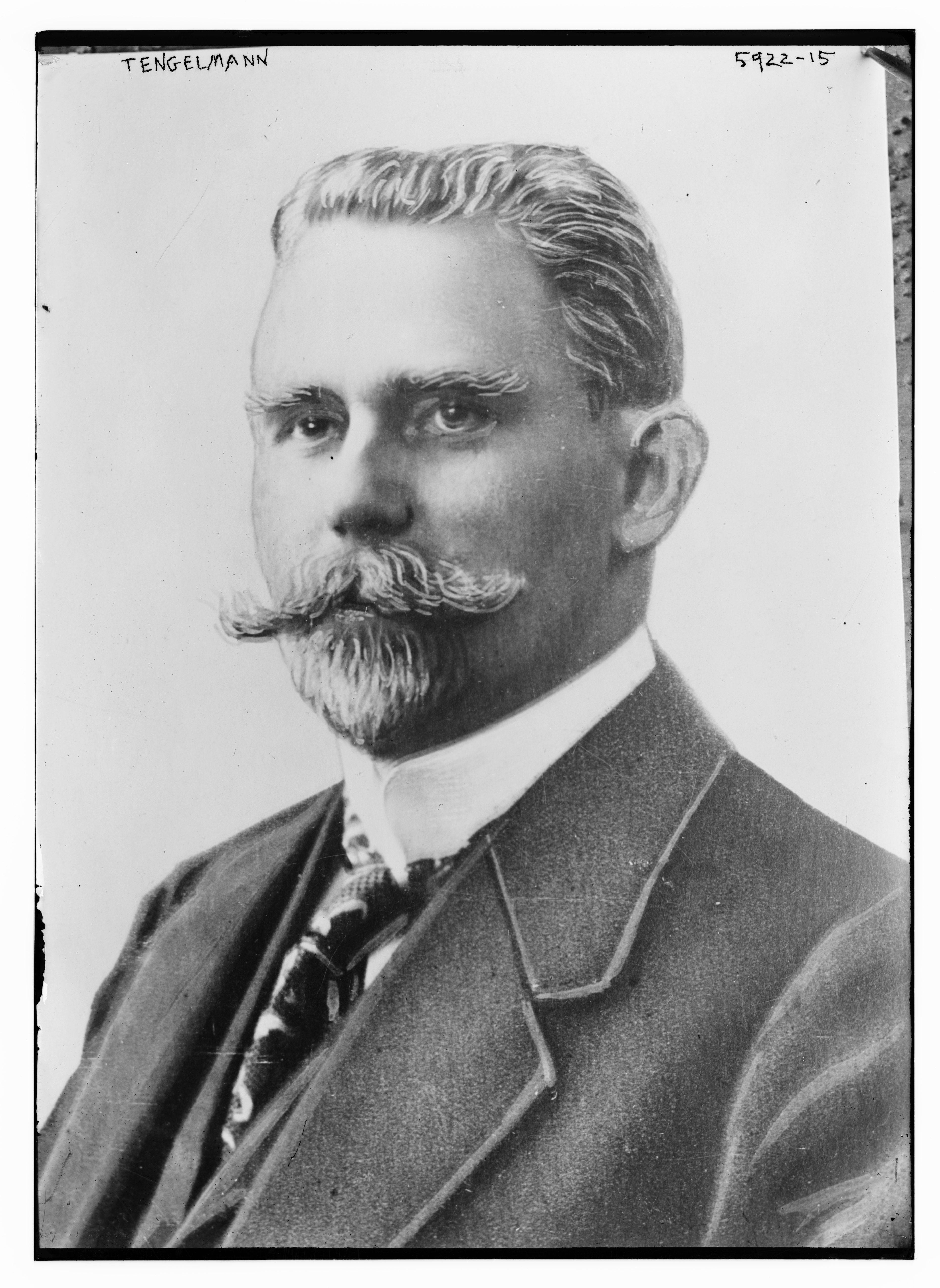
Ernst Tengelmann (1870–1954)

- Tengelmann, Herbert (1896–1959), deutscher Jurist, Kaufmann und Industrieller
- Tengelmann, Wilhelm (1901–1949), deutscher Unternehmer, Bergassessor, NS-Funktionär
- Tengelyi, László (1954–2014), ungarischer Philosoph und Hochschullehrer
- Tengen, Agnes von (1381–1426), Äbtissin des Damenstifts Buchau
- Tenger, Hale (* 1960), türkische Künstlerin
- Tengg, Helmut, deutscher Biathlet
- Tengg, Thomas (1834–1911), österreichischer Gutsbesitzer und Politiker
- Tenggren, Gustaf (1896–1970), schwedisch-amerikanischer Zeichner und Illustrator
- Tenggren, Jayne-Ann, Filmproduzentin und Script Supervisorin
- Tengler, Frauke (* 1948), deutsche Politikerin (CDU), MdL
- Tengler, Ulrich, deutscher Stadtschreiber, Jurist, Verfasser des Laienspiegels
- Tengnagel, Frans (1576–1621), niederländischer Adliger und Astronom
- Tengo, deutscher Musikproduzent
- Tengoborski, Ludwig (1793–1857), polnisch-russischer Diplomat und Nationalökonom
- Tengour, Habib (* 1947), algerischer Schriftsteller, Dichter und Soziologe
- Tengstedt, Casper (* 2000), dänischer Fußballspieler
- Tengué, Terence (* 2005), zentralafrikanischer Schwimmer
- Tengvall, Georg (1896–1954), schwedischer Segler

### Tenh
- Tenhaeff, Hans (1879–1955), deutscher Kaufmann im Agrarbereich
- Tenhaeff, Wilhelm Heinrich Carl (1894–1981), niederländischer Parapsychologe
- Tenhagen, Franz-Josef (* 1952), deutscher Fußballspieler und Trainer
- Tenhagen, Hermann-Josef (* 1963), deutscher WirtschaftsjournalistHermann-Josef Tenhagen (* 1963)

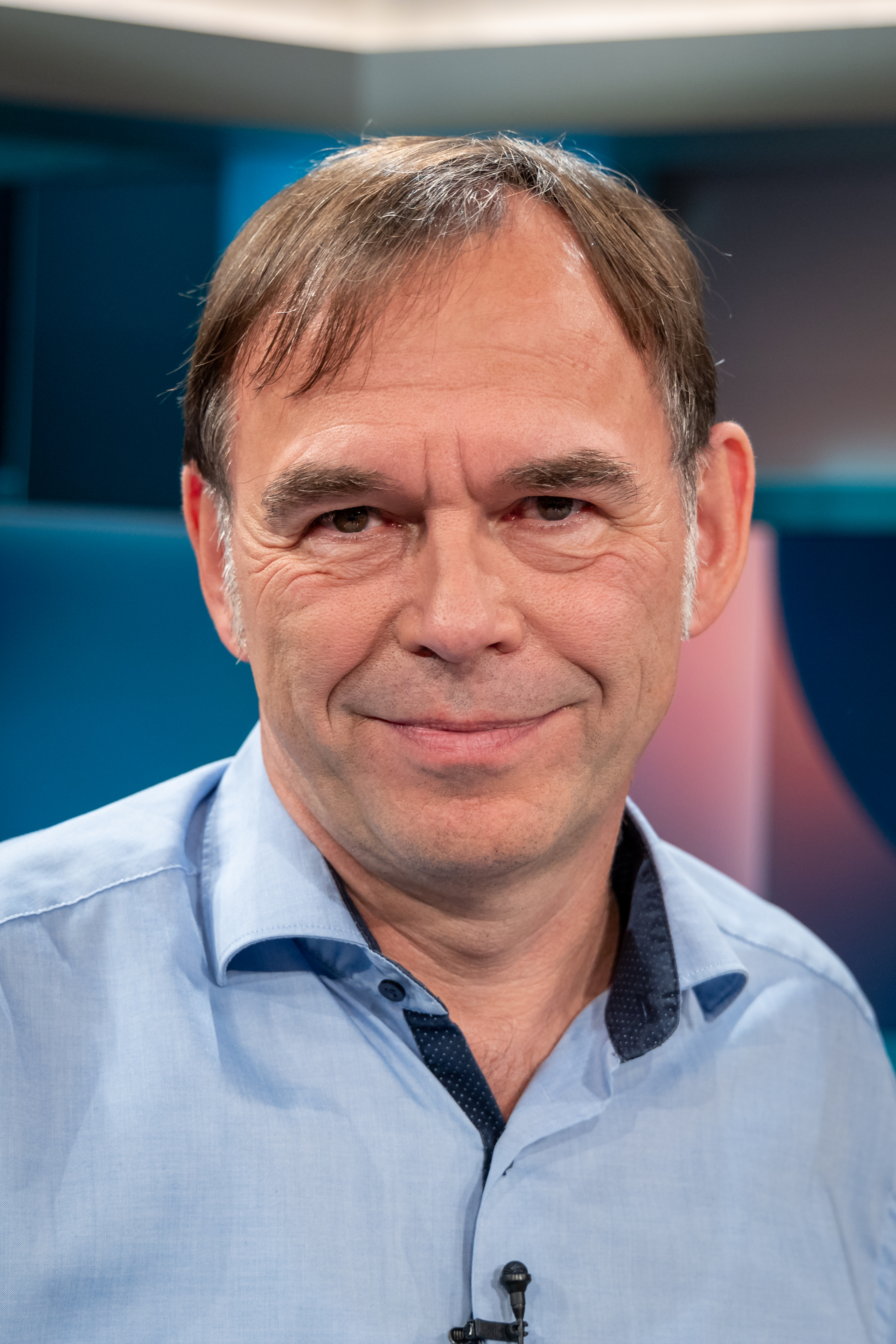
Hermann-Josef Tenhagen (* 1963)

- Tenhagen, Wilhelm (1911–1954), deutscher Politiker (SPD), MdB
- Tenhaven, Jan (* 1969), deutscher Dokumentarfilmregisseur, Fernsehjournalist und Dozent
- Tenhumberg, Bernhard (* 1956), deutscher Politiker (CDU), MdL
- Tenhumberg, Heinrich (1915–1979), deutscher Geistlicher, Bischof von Münster

### Teni
- Teniers, David der Ältere (1582–1649), niederländischer Maler
- Teniers, David der Jüngere († 1690), flämischer MalerDavid Teniers der Jüngere († 1690)

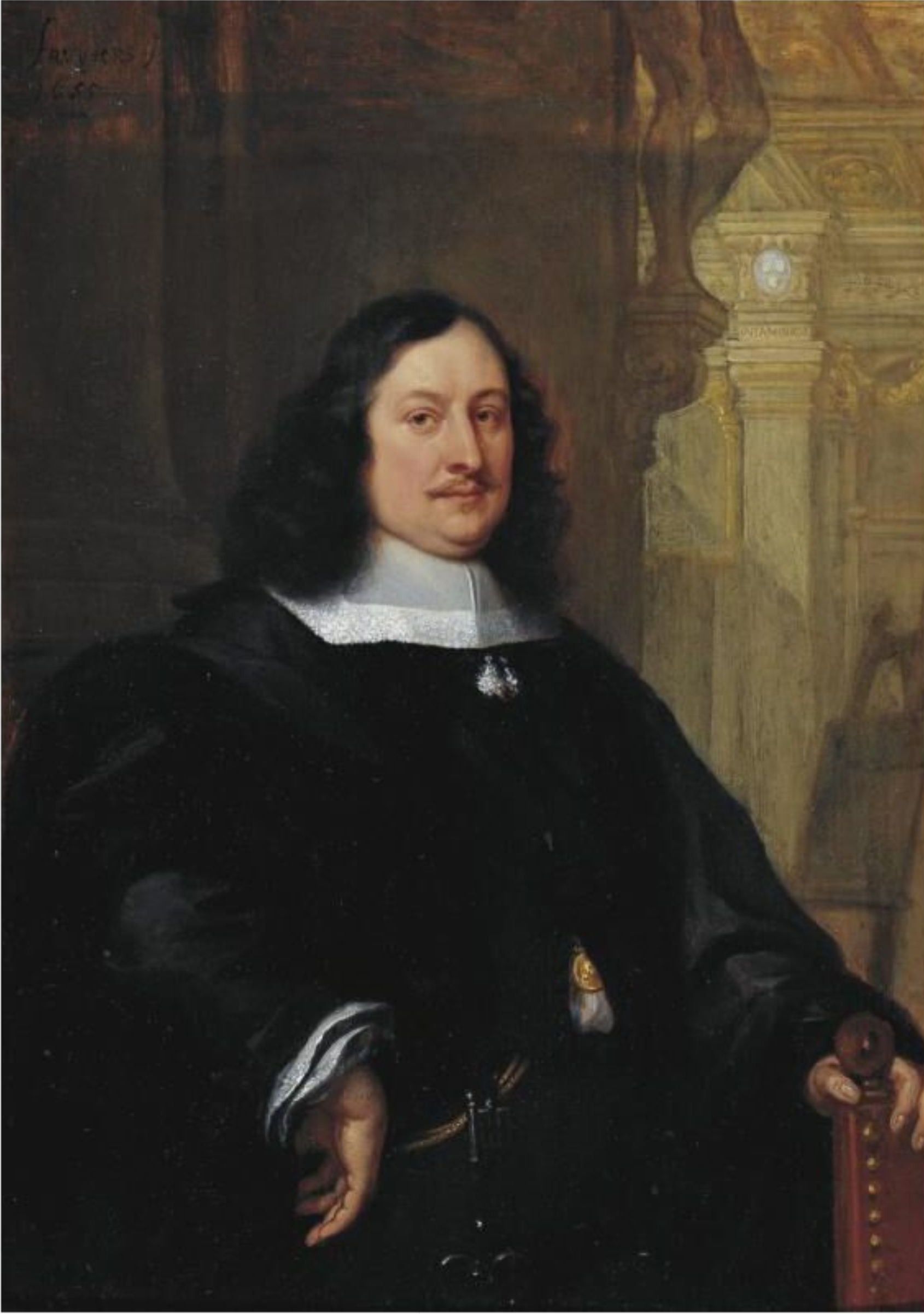
David Teniers der Jüngere († 1690)

- Teniers, Guillaume-Albert (1748–1820), flämischer Komponist und Violinist der Klassik
- Ténimoun dan Sélimane († 1884), Sultan von Zinder
- Tenin, Boris Michailowitsch (1905–1990), sowjetischer Schauspieler
- Tenischew, Wjatscheslaw Nikolajewitsch (1843–1903), tatarisch-russischer Ingenieur, Unternehmer und Mäzen
- Tenischewa, Marija Klawdijewna (1858–1928), russische Kunst-Mäzenin und Philanthropin
- Teniste, Taijo (* 1988), estnischer Fußballspieler

### Tenj
- Tenje, Anna (* 1977), schwedische Politikerin (Moderata samlingspartiet), Reichstagsmitglied, Ministerin für Senioren und Sozialversicherungen
- Tenji (626–672), 38. Tennō von Japan
- Tenjiku Tokubei (* 1612), japanischer Abenteurer und Schriftsteller
- Tenjua, Edite (* 1972), são-toméische Rechtsanwältin und Politikerin
- Tenjuch, Ihor (* 1958), ukrainischer Offizier und Politiker

### Tenk
- Tenk, Martin (* 1972), tschechischer Sportschütze
- Tenk, Wolfgang († 1513), Baumeister der Gotik
- Tenkrat, Friedrich (1939–2022), österreichischer Schriftsteller
- Tenkrát, Petr (* 1977), tschechischer Eishockeyspieler

### Tenm
- Tenma, Toshihiro (* 1949), japanischer Regisseur
- Tenmon (* 1971), japanischer Komponist

### Tenn
- Tenn, William (1920–2010), englischer Science-Fiction-Schriftsteller und Literaturwissenschaftler
- Tennant, Andrew (* 1987), britischer Bahn- und Straßenradrennfahrer

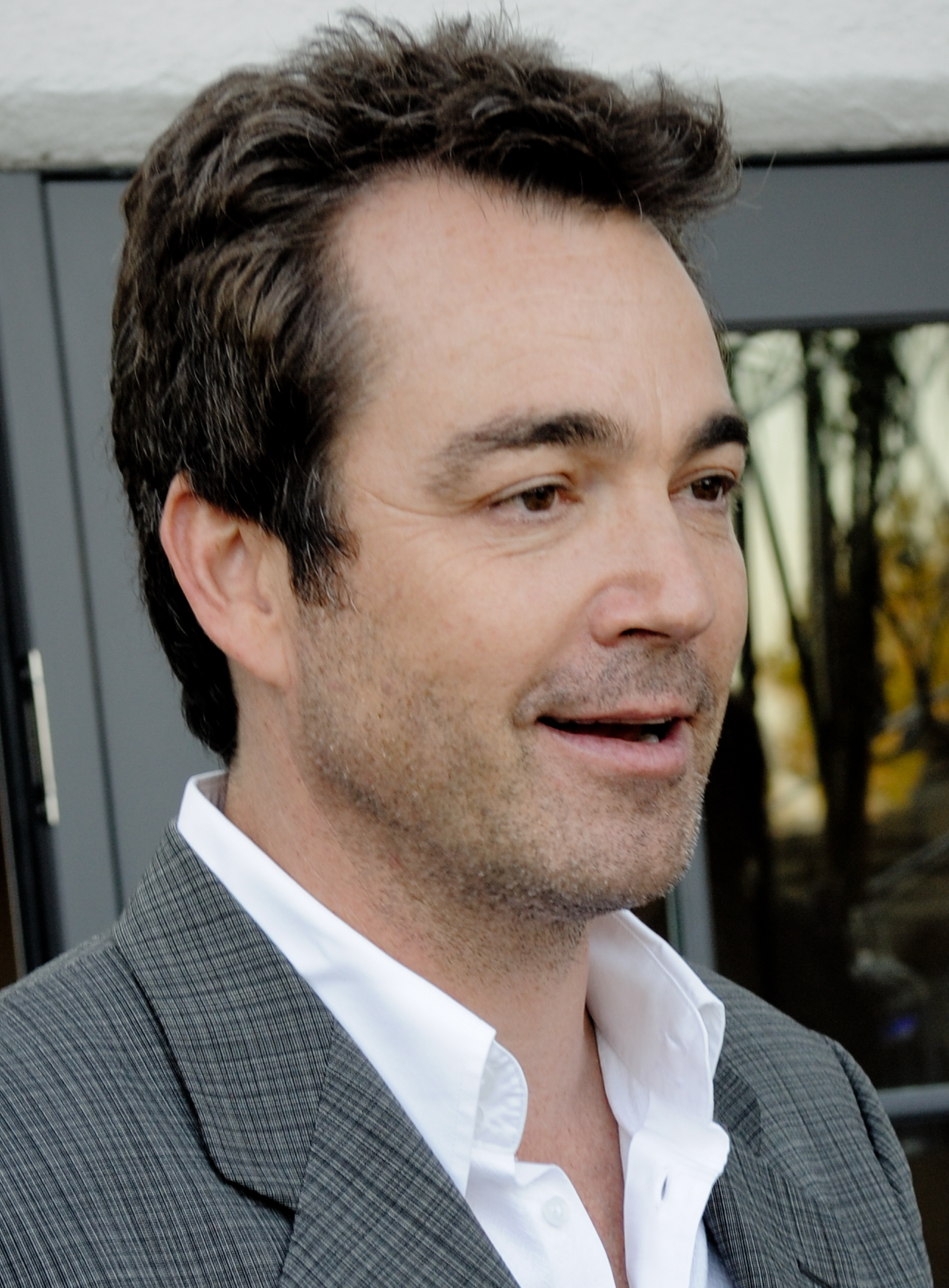
Jon Tenney (* 1961)

- Tennant, Andy (* 1955), US-amerikanischer Regisseur und Drehbuchautor
- Tennant, Charles (1768–1838), schottischer Chemiker und Industrieller
- Tennant, Colin, 3. Baron Glenconner (1926–2010), britischer Peer und Geschäftsmann
- Tennant, David (* 1971), britischer SchauspielerDavid Tennant (* 1971)

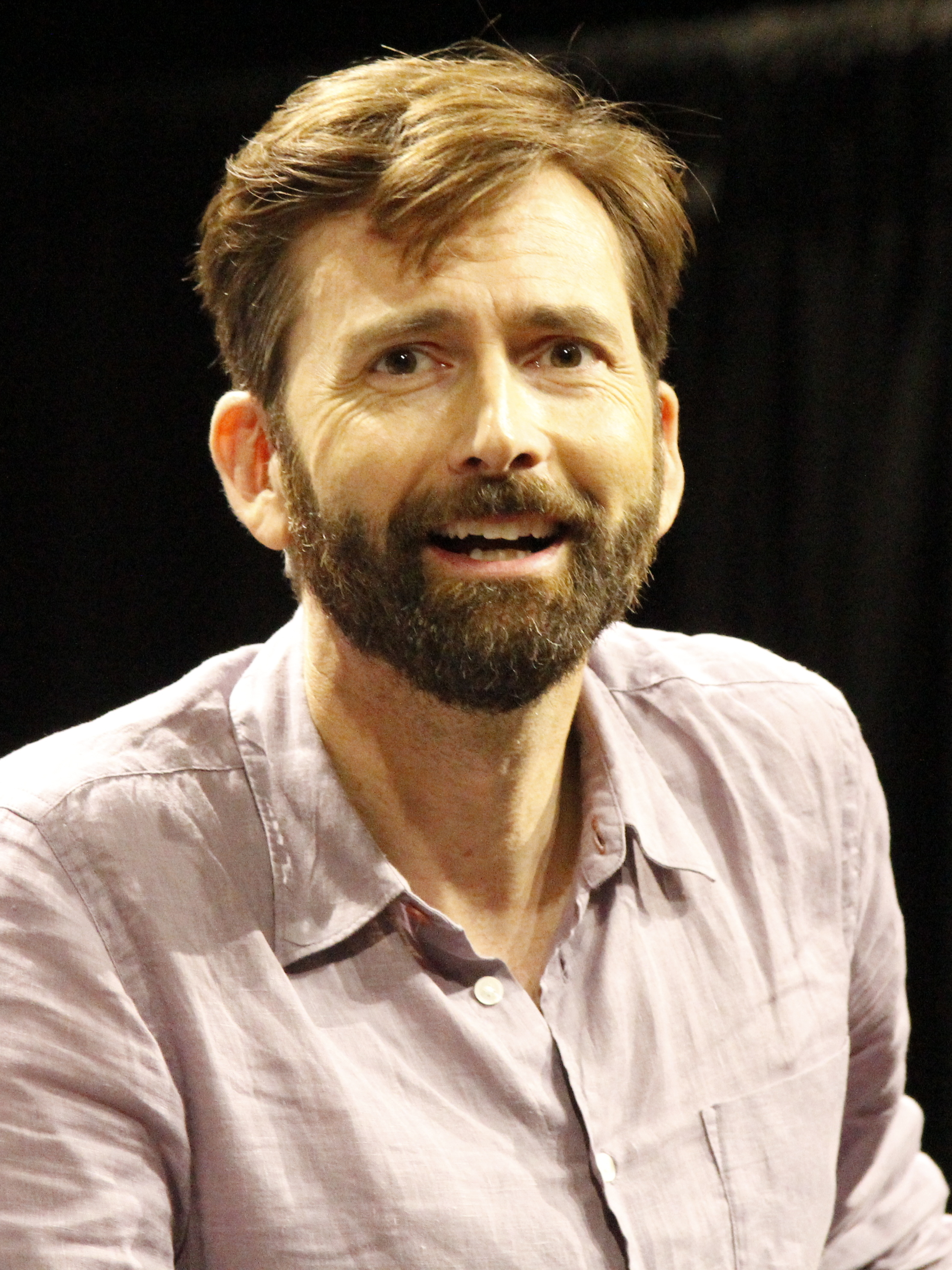
David Tennant (* 1971)

- Tennant, Dorothy (1855–1926), englische Malerin
- Tennant, Emily (* 1990), kanadische Schauspielerin
- Tennant, Emma (1937–2017), britische Schriftstellerin
- Tennant, Georgia (* 1984), britische Schauspielerin
- Tennant, Grace (* 1999), kanadische Kugelstoßerin
- Tennant, James Francis (1829–1915), britischer Geodät, Soldat, Astronom und Regierungsbeamter
- Tennant, Kylie (1912–1988), australische Autorin
- Tennant, Natalie (* 1967), US-amerikanische Journalistin und Politikerin
- Tennant, Neil (* 1954), britischer MusikerNeil Tennant (* 1954)

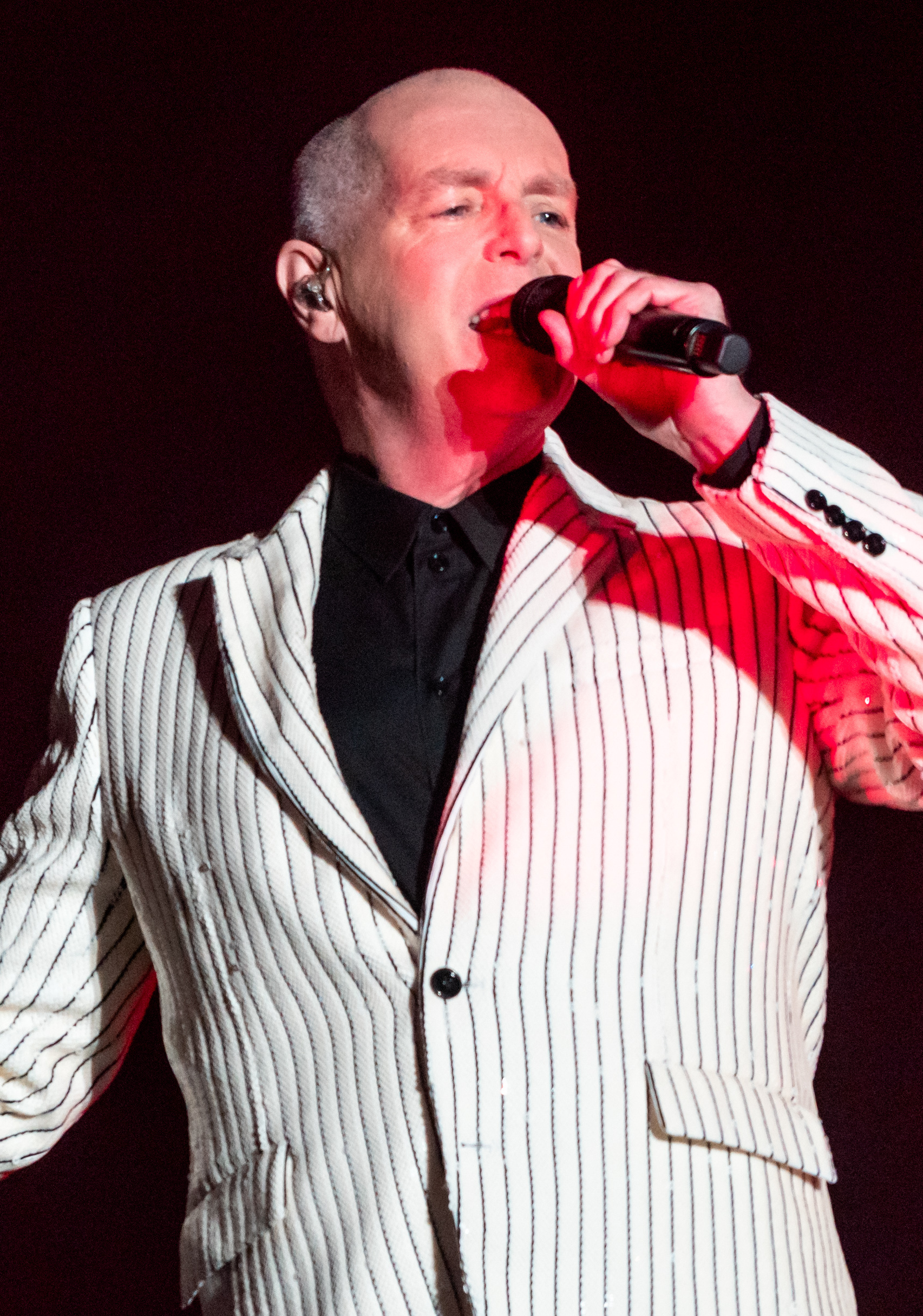
Neil Tennant (* 1954)

- Tennant, Smithson (1761–1815), englischer Chemiker und Mineraloge
- Tennant, Stella (1970–2020), britisches Model und Modedesignerin
- Tennant, Tessa (1959–2018), britische Bankerin und Umweltaktivistin
- Tennant, Ty (* 2002), britischer Schauspieler
- Tennant, Veronica (* 1947), kanadische Tänzerin, Choreographin und Tanzpädagogin
- Tennant, Victoria (* 1950), britische Schauspielerin
- Tennant, William (1784–1848), schottischer Gelehrter und Dichter
- Tenné, Meinhard (1923–2015), deutsch-israelischer Repräsentant des Judentums
- Tenne, Otto (1904–1971), deutscher Komponist, Chorleiter und Schriftsteller
- Tennecker, Christian Ehrenfried Seifert von (1770–1839), deutscher Schriftsteller
- Tennell, Bradie (* 1998), US-amerikanische Eiskunstläuferin
- Tennemann, Leif (* 1960), deutscher Journalist, Moderator und Comedian
- Tennemann, Wilhelm Gottlieb (1761–1819), deutscher Philosoph und Historiker
- Tennenbaum, Edda (1878–1952), polnische Kommunistin
- Tennenbaum, Silvia (1928–2016), US-amerikanische Schriftstellerin
- Tennenbaum, Stanley (1927–2005), US-amerikanischer mathematischer Logiker
- Tennenholtz, Moshe (* 1960), israelischer Informatiker
- Tennent, James (* 1989), südafrikanischer Straßenradrennfahrer
- Tennent, James Emerson (1804–1869), britischer Politiker und Schriftsteller
- Tennent, Kechie (1888–1968), britische Aquarellmalerin
- Tenner, Albin (1885–1967), deutscher Politiker (USPD, KPD, KPO)
- Tenner, Carl Christian (1791–1866), hessischer Beamter, Lyriker
- Tenner, Carl Friedrich (1783–1860), deutschbaltischer Geodät und Astronom
- Tenner, Friedrich (1876–1960), deutscher Richter am Bayerischen Verwaltungsgerichtshof/Verfassungsgerichtshof
- Tenner, George (* 1939), deutscher Romanautor und Journalist
- Tenner, Haide (* 1947), österreichische Journalistin des ORF
- Tenner, Heinrich (1865–1949), österreichischer Fechter und Generalmajor
- Tenner, Kurt (1907–1995), österreichischer Dirigent und Komponist
- Tenner-Rácz, Klara (1936–2021), ungarische Infektionspathologin und AIDS-Forscherin
- Tenneson, Joyce (* 1945), US-amerikanische Kunstfotografin
- Tennet, Anton (* 1987), neuseeländischer Schauspieler
- Tennet, Olivia (* 1991), neuseeländische Filmschauspielerin
- Tenney, Claudia (* 1961), US-amerikanische Politikerin der Republikanischen Partei
- Tenney, James (1934–2006), US-amerikanischer Komponist und Musiktheoretiker
- Tenney, Jon (* 1961), US-amerikanischer Theater- und FilmschauspielerJon Tenney (* 1961)
- Tenney, Kevin S. (* 1955), US-amerikanischer Filmregisseur, Filmproduzent und Drehbuchautor
- Tenney, Samuel (1748–1816), britisch-amerikanischer Politiker
- Tennhardt, Johann (1661–1720), deutscher Visionär
- Tennhardt, Thomas, deutscher Biologe und Landschaftsplaner
- Tennhoff, Josef Franz (1769–1844), deutscher Landwirt und Abgeordneter
- Tenni, Omobono (1905–1948), italienischer Automobil- und Motorradrennfahrer
- Tenniel, John (1820–1914), britischer Illustrator
- Tennigkeit, Fritz (1892–1949), deutscher Musiker und Maler
- Tennigkeit, Herbert (1937–2022), deutscher Schauspieler, Hörspielsprecher und Synchronsprecher
- Tennigkeit, Käthe (1903–1944), deutsche Sozialdemokratin und Widerstandskämpferin gegen den Nationalsozialismus
- Tennigkeit, Richard (1900–1944), deutscher kommunistischer Widerstandskämpfer gegen den Nationalsozialismus
- Tennilä, Esko-Juhani (1947–2024), finnischer Politiker, Mitglied des Reichstags
- Tennilä, Otto (* 1993), finnischer Tischtennisspieler
- Tennis, DJ (* 1970), italienischer DJ und Musikproduzent
- Tennison, Chalee (* 1969), US-amerikanische Country-Sängerin
- Tennissen, C. C. (* 1960), deutsche Sängerin und Komponistin
- Tennmann, Eduard (1878–1936), estnischer Theologe
- Tenno, Siim (* 1990), estnischer Fußballspieler
- Tennstedt, Florian (* 1943), deutscher Sozialwissenschaftler
- Tennstedt, Joachim (* 1950), deutscher Schauspieler und SynchronsprecherJoachim Tennstedt (* 1950)

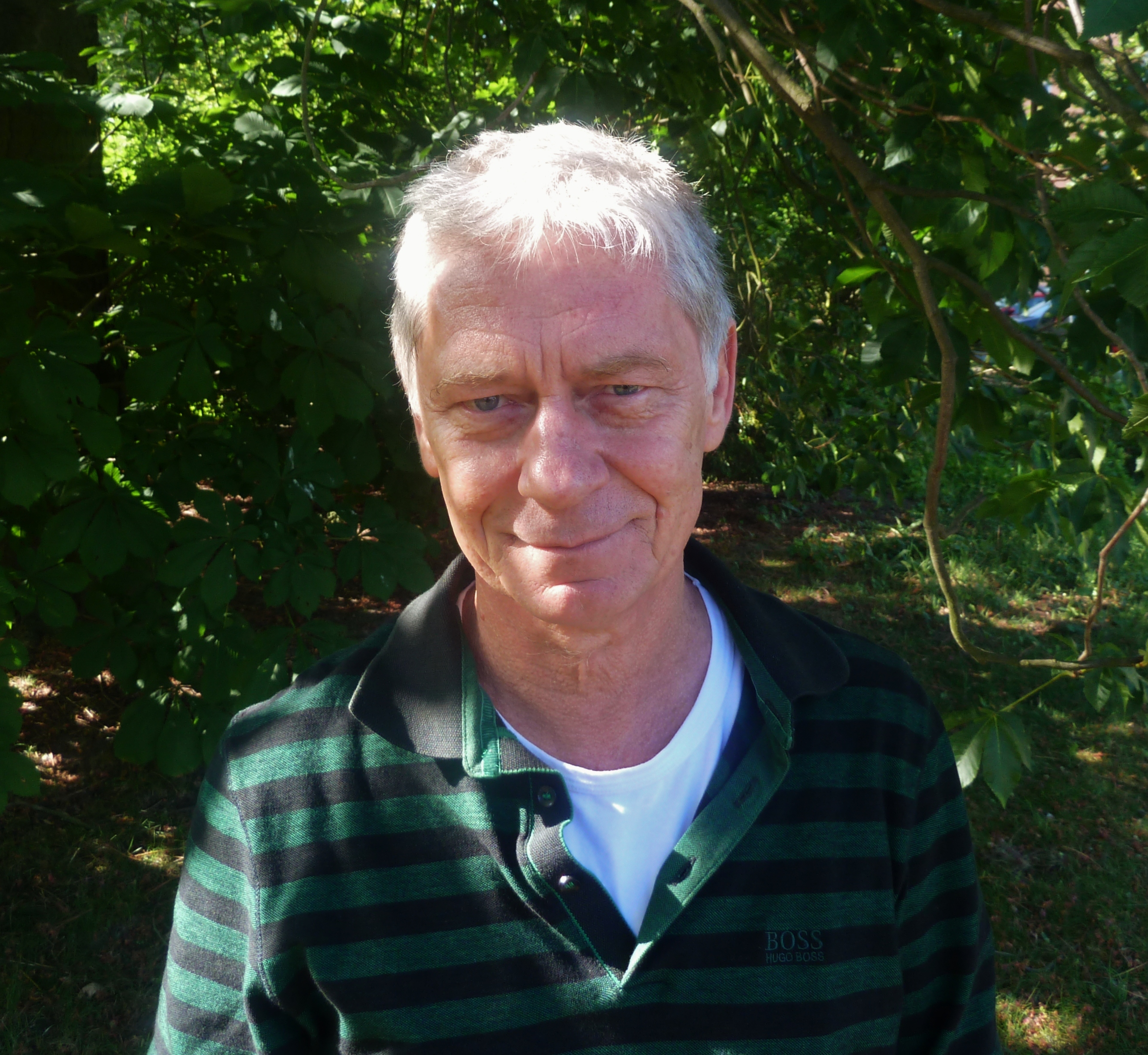
Joachim Tennstedt (* 1950)

- Tennstedt, Julian (* 1992), deutscher Synchronsprecher
- Tennstedt, Klaus (1926–1998), deutscher Dirigent und Violinist
- Tennyson, Alfred, 1. Baron Tennyson (1809–1892), britischer DichterAlfred Tennyson, 1. Baron Tennyson (1809–1892)

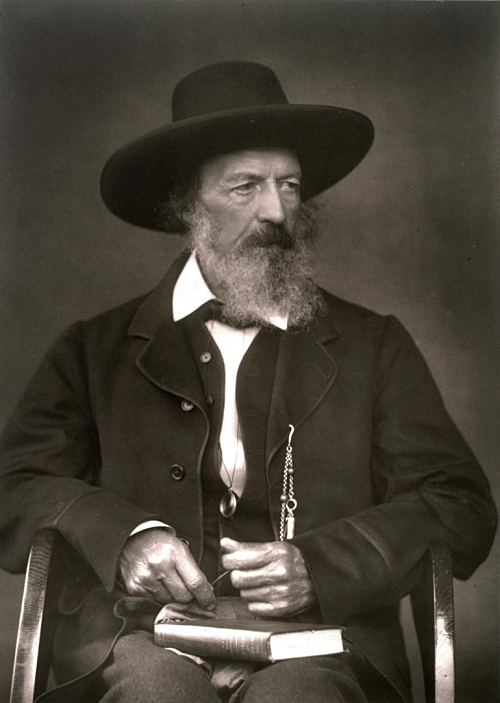
Alfred Tennyson, 1. Baron Tennyson (1809–1892)

- Tennyson, Christel (1925–2010), deutsche Mineralogin und emeritierte Professorin an der Technischen Universität Berlin
- Tennyson, Frederick (1807–1898), englischer Schriftsteller
- Tennyson, Hallam, 2. Baron Tennyson (1852–1928), Generalgouverneur Australiens
- Tennyson, Lionel, 3. Baron Tennyson (1889–1951), britischer Adliger und Kapitän der englischen Cricket-Nationalmannschaft
- Tennyson, Matt (* 1990), US-amerikanischer Eishockeyspieler

### Teno
- Teno, Jean-Marie (* 1954), kamerumisch-französischer Filmemacher und Videokünstler
- Ténoch (1299–1363), Herrscher des Aztekenreiches
- Tenon, Jacques-René (1724–1816), französischer Arzt, insbesondere Chirurg
- Tenor Saw (1966–1988), jamaikanischer Reggae-Musiker
- Tenor, Jimi (* 1965), finnischer Musiker (Komponist, Multiinstrumentalist) und Regisseur
- Tenor-Alschausky, Siegrid (* 1954), deutsche Politikerin (SPD), MdL
- Tenore, Michele (1780–1861), italienischer Botaniker
- Tenorio García, Víctor (* 1941), peruanischer Philologe, Hochschullehrer, Dichter und Schriftsteller
- Tenorio, Ángela (* 1996), ecuadorianische Sprinterin
- Tenorio, Antonio, mexikanischer Offizier
- Tenorio, Carlos (* 1979), ecuadorianischer Fußballspieler (Sturm)
- Tenorio, Edwin (* 1976), ecuadorianischer Fußballspieler (Sturm)
- Tenorio, Froilan (1939–2020), US-amerikanischer Politiker der Nördlichen Marianen
- Tenorio, Hellen (* 2004), kolumbianische Hochspringerin
- Tenorio, Otilino (1980–2005), ecuadorianischer Fußballspieler
- Tenorio, Pedro (1934–2018), US-amerikanischer Politiker der Nördlichen Marianen
- Tenorio, Rosa (* 1984), ecuadorianische Gewichtheberin
- Tenorth, Heinz-Elmar (* 1944), deutscher Erziehungswissenschaftler
- Tenostendarp, Tom (* 1991), deutscher Politiker (CDU), Bürgermeister der Stadt Vreden
- Ténot, Frank (1925–2004), französischer Verleger und Jazzkritiker

### Tenp
- Tenpe Gyeltshen (1916–1947), 5. Jamyang Shepa
- Tenpe Nyima (1782–1853), tibetischer Buddhist, erhielt als vierter den Titel Panchen Lama und gilt als siebter Panchen Lama der Gelug-Tradition des tibetischen Buddhismus
- Tenpe Wangchug (1855–1882), Panchen Lama
- Tenpenny, Mitchell (* 1989), US-amerikanischer Countrysänger

### Tenr
- Tenreiro, Alfonso (* 1965), venezolanischer Komponist
- Tenreiro, António, portugiesischer Kurier (Bote) und Forschungsreisender
- Tenreiro, Francisco José (1921–1963), saotomeasischer Geograph, Lyriker, Essayist und Politiker
- Tenreyro, Silvana (* 1973), britisch-italienisch-argentinische Wirtschaftswissenschaftlerin

### Tens
- Tensai (* 1972), US-amerikanischer Wrestler
- Tenschert, Eduard (1912–2003), österreichischer Maler
- Tenschert, Heribert (* 1947), deutscher Buchantiquar
- Tenschert, Joachim (1928–1992), deutscher Filmregisseur und Chefdramaturg des Berliner Ensembles
- Tenschert, Vera (* 1936), deutsche Fotografin
- Tensfeld, Willy (1893–1982), deutscher SS-Brigadeführer und Generalmajor der Polizei
- Tensfeldt, Gustav (* 1880), deutscher Handwerker und Politiker
- Tensil, Viola (* 1979), deutsche Journalistin
- Tenskwatawa (1775–1836), indianischer Häuptling und SchamaneTenskwatawa (1775–1836)

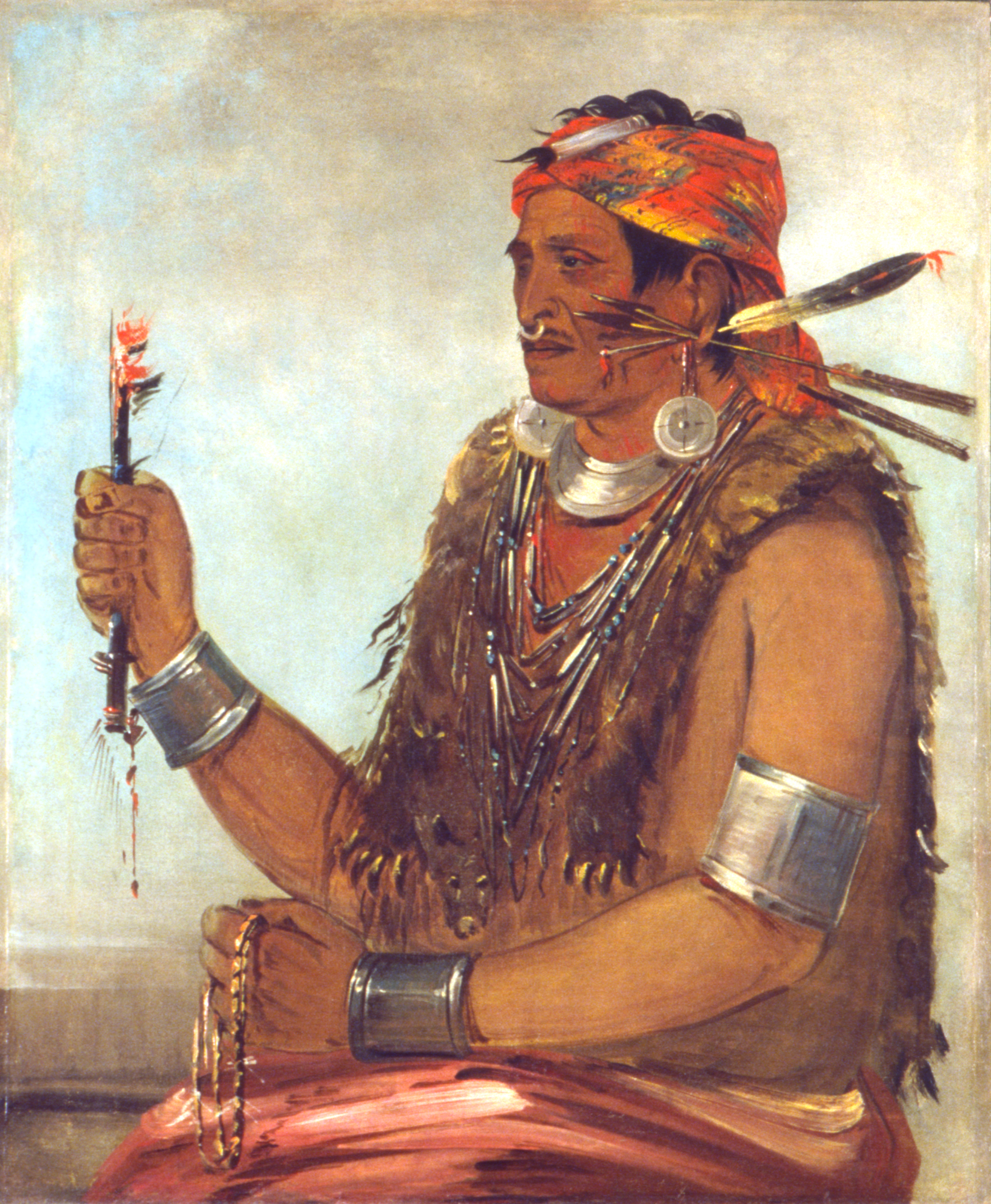
Tenskwatawa (1775–1836)

- Tensnake (* 1975), deutscher DJ und Musikproduzent
- Tensta, Adam (* 1983), schwedischer Rapper

### Tent
- Tent Beking, Thijs van (* 1984), niederländischer Fußballspieler
- Tent, James F. (1944–2018), US-amerikanischer Historiker
- Tent, Kevin, US-amerikanischer Filmeditor
- Tenta, Anna (* 1977), österreichisch-schweizerische Schauspielerin
- Tenta, John (1963–2006), kanadischer Wrestler
- Țenter, Marcel (* 1969), rumänischer Basketballspieler und -trainer
- Tentler, Leslie Woodcock (* 1945), US-amerikanische Neuzeithistorikerin
- Tentler, Thomas N. (1932–2021), US-amerikanischer Historiker
- Tentori, Cristoforo (1745–1810), venezianischer Historiker
- Tentori-Klein, Georgette (1893–1963), Schweizer Bildhauerin und Textilkünstlerin
- Tentorio, Fausto (1952–2011), katholischer italienischer Priester, Missionar und Menschenrechtler
- Tentsos, Georgios (* 1983), griechischer Radrennfahrer
- Tentzel, Wilhelm Ernst (1659–1707), deutscher Polyhistor, Numismatiker, Archivar, Historiograph

### Tenu
- Tenuta, Juan Manuel (1924–2013), uruguayischer Schauspieler
- Tenute, Joey (* 1983), kanadischer Eishockeyspieler

### Teny
- Teny, Angelina, Politikerin im Südsudan
- Tenys, Antanas (* 1955), litauischer Politiker, Bürgermeister der Rajongemeinde Mažeikiai

### Tenz
- Tenzel-Koniarsky, Otti (1923–2015), deutsche Tänzerin
- Tenzer, Eva (* 1968), deutsche Autorin und Wissenschaftsjournalistin
- Tenzer, Gerd (* 1943), deutscher Manager und Verbandsfunktionär
- Tenzer, Herbert (1905–1993), amerikanischer Jurist und Politiker
- Tenzi, Fausto (* 1939), Schweizer Opernsänger
- Tenzin Delek Rinpoche (1950–2015), tibetischer Geistlicher und Lehrer des Buddhismus
- Tenzin Gyatso (* 1935), tibetanischer XIV. Dalai LamaTenzin Gyatso (* 1935)

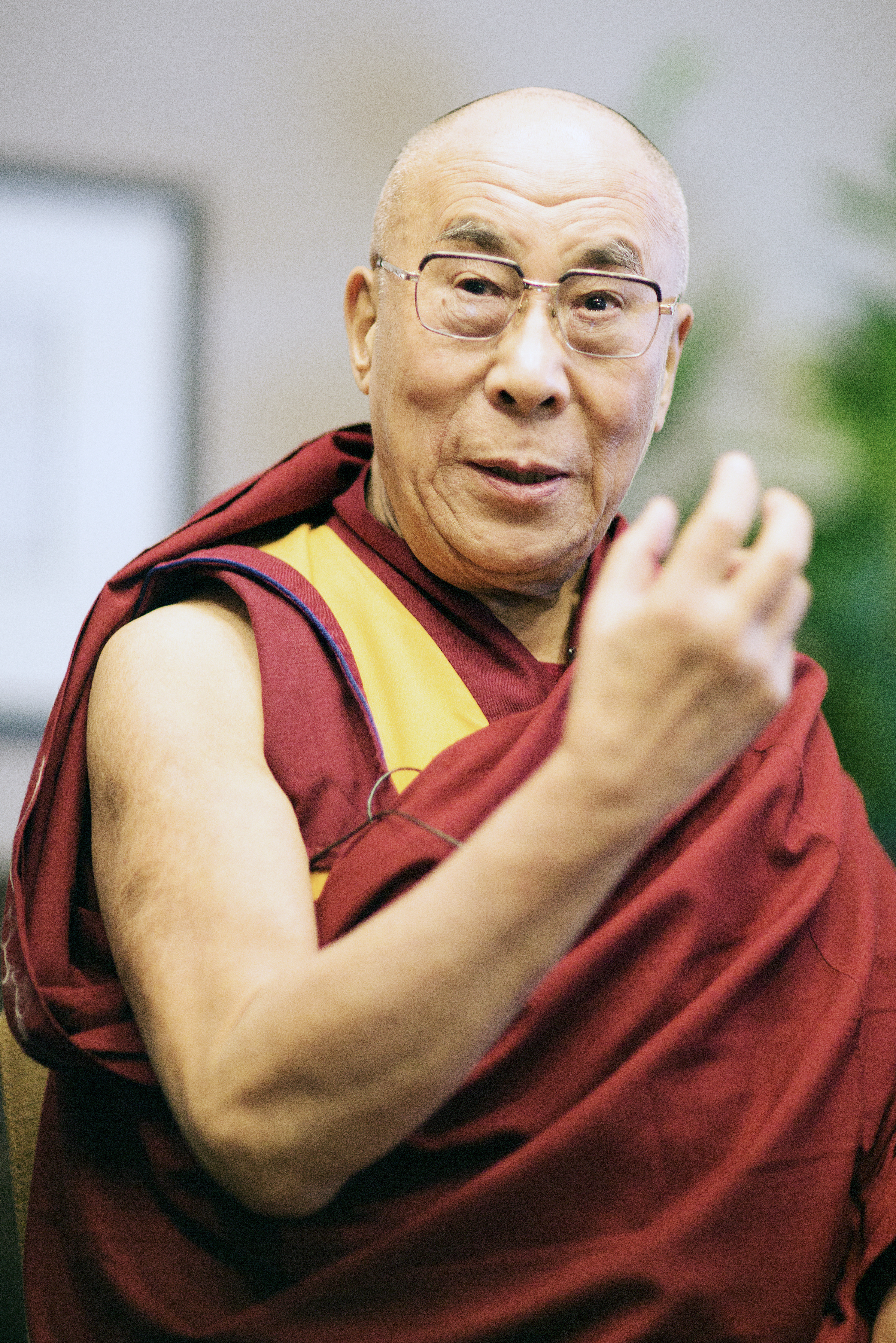
Tenzin Gyatso (* 1935)

- Tenzin Tsundue (* 1975), tibetischer Schriftsteller und Freiheitsaktivist
- Tenzin Wangyal Rinpoche (* 1961), tibetischer Lama und Autor
- Tenzin, Karma (* 1972), bhutanischer Bogenschütze
- Tenzin, Sangay (* 2003), bhutanischer Schwimmer
- Tenzing Norgay, Jamling (* 1966), indischer Bergführer, Sherpa, Sohn von Tenzing Norgay